# Barnaarcú szarvascsőrű
A barnaarcú szarvascsőrű (Bycanistes cylindricus) a madarak (Aves) osztályának a szarvascsőrűmadár-alakúak (Bucerotiformes) rendjébe a szarvascsőrűmadár-félék (Bucerotidae) családjába tartozó faj.

## Rendszerezése
A fajt Coenraad Jacob Temminck holland arisztokrata és zoológus írta le 1824-ben, a Buceros nembe Buceros cylindricus néven. Sorolták a Ceratogymna nembe Ceratogymna cylindricus néven is.

## Alfajai
- Bycanistes cylindricus albotibialis[2] (Cabanis & Reichenow, 1877) vagy Bycanistes albotibialis[1]
- Bycanistes cylindricus cylindricus (Temminck, 1831)

## Előfordulása
Afrika nyugati részén, Elefántcsontpart, Ghána, Guinea, Libéria, Sierra Leone és Togo területén honos.
Természetes élőhelyei a szubtrópusi és trópusi síkvidéki és hegyi esőerdők, valamint ültetvények és másodlagos erdők. Állandó, nem vonuló faj.

## Megjelenése
Testhossza 70 centiméter, testtömege 908-1411 gramm.

## Természetvédelmi helyzete
Az elterjedési területe még nagy, de csökken, egyedszáma is gyorsan csökken. A Természetvédelmi Világszövetség Vörös listáján sebezhető fajként szerepel.